# Sakkvilágkupa
A sakkvilágkupa a sakkozás kiemelkedő erősségű sporteseménye, amelynek funkciója az évek során eltérő volt. 2005-től kezdődően kétévenként rendezik, mint a sakkvilágbajnoki versenysorozat egyik kvalifikációs versenyét, amelyről a világbajnokjelöltek versenyére lehet továbbjutást szerezni. 2021-től a nők számára is megrendezik.

## Története
A Nemzetközi Sakkszövetség (FIDE) által rendezett 1. sakkvilágkupa 2000-ben, valamint a 2002-es 2. sakkvilágkupa még nem képezte a világbajnoki versenysorozat részét. 2000-ben és 2002-ben 24 résztvevővel rendezték, akik először négy darab hatfős csoportban körmérkőzést játszottak, majd a csoportok első két helyezettjeinek részvételével a legjobb nyolc között egyenes kieséses párosmérkőzések zajlottak. Mindkét versenyt az indiai Visuvanádan Ánand nyerte.
2005–2019 között a zónaversenyekről továbbjutott, illetve más eredményeik alapján kiemelt 128 versenyző mérkőzött egyenes kieséses verseny formájában a világbajnokjelöltek versenyére való továbbjutást jelentő helyekért. 2021-ben a torna létszámát 206 főre emelték. A 2005-ös világkupa versenyről 10-en jutottak tovább a 2007-es sakkvilágbajnokság világbajnokjelölti versenyének 16-os mezőnyébe; a 2007-es és a 2009-es versenyről csak a győztes; a 2011-es világkupáról hárman, 2013-tól 2021-ig ketten-ketten, 2023-ban ismét hárman szereztek kvalifikációt.
A sakkvilágkupa elődöntősei és döntősei (az első négy helyezett) kvalifikációt szereznek a következő sakkvilágkupa versenyen való indulásra.
A nők számára első alkalommal 2021-ben rendezték meg, amelyen 103 versenyző vett részt. A lebonyolítás módja megegyezik a nyílt verseny lebonyolításával. Az első három helyezett szerzett jogot a női világbajnokjelöltek versenyén való indulásra.

## A versenyek

### Nyílt verseny
| Év   | Dátum                 | Rendező                       | Rv. | Tj. | Győztes            | 2. helyezett             | 3. helyezett                                     | 4. helyezett                                     |
| ---- | --------------------- | ----------------------------- | --- | --- | ------------------ | ------------------------ | ------------------------------------------------ | ------------------------------------------------ |
| 2000 | szept. 1–13.          | Kína, Senjang                 | 24  | –   | Visuvanádan Ánand  | Jevgenyij Barejev        | Borisz Gelfand és Gilberto Milos                 | Borisz Gelfand és Gilberto Milos                 |
| 2002 | szept. 9–22.          | India, Haidarábád             | 24  | –   | Visuvanádan Ánand  | Rustam Qosimjonov        | Alekszandr Beljavszkij és Alekszej Drejev        | Alekszandr Beljavszkij és Alekszej Drejev        |
| 2005 | nov. 27. – dec. 17.   | Oroszország, Hanti-Manszijszk | 128 | 10  | Levon Aronján      | Ruszlan Ponomarjov       | Étienne Bacrot                                   | Alekszandr Griscsuk                              |
| 2007 | nov. 24. – dec. 16.   | Oroszország, Hanti-Manszijszk | 128 | 1   | Gata Kamsky        | Aleksejs Širovs          | Magnus Carlsen és Szergej Karjakin               | Magnus Carlsen és Szergej Karjakin               |
| 2009 | nov. 20. – dec. 14.   | Oroszország, Hanti-Manszijszk | 128 | 1   | Borisz Gelfand     | Ruszlan Ponomarjov       | Szergej Karjakin és Vlagyimir Malahov            | Szergej Karjakin és Vlagyimir Malahov            |
| 2011 | aug. 26. – szept. 21. | Oroszország, Hanti-Manszijszk | 128 | 3   | Peter Szvidler     | Alekszandr Griscsuk      | Vaszil Ivancsuk                                  | Ruszlan Ponomarjov                               |
| 2013 | aug. 10. – szept. 4.  | Norvégia, Tromsø              | 128 | 2   | Vlagyimir Kramnyik | Dmitrij Andrejkin        | Jevgenyij Tomasevszkij és Maxime Vachier-Lagrave | Jevgenyij Tomasevszkij és Maxime Vachier-Lagrave |
| 2015 | szept. 10. – okt. 5.  | Azerbajdzsán, Baku            | 128 | 2   | Szergej Karjakin   | Peter Szvidler           | Anish Giri és Pavel Eljanov                      | Anish Giri és Pavel Eljanov                      |
| 2017 | szept. 2–27.          | Grúzia, Tbiliszi              | 128 | 2   | Levon Aronján      | Ting Li-zsen             | Wesley So és Maxime Vachier-Lagrave              | Wesley So és Maxime Vachier-Lagrave              |
| 2019 | szept. 9. – okt. 4.   | Oroszország, Hanti-Manszijszk | 128 | 2   | Teymur Rəcəbov     | Ting Li-zsen             | Maxime Vachier-Lagrave és Jü Jang-ji             | Maxime Vachier-Lagrave és Jü Jang-ji             |
| 2021 | július 12. – aug. 6.  | Oroszország, Szocsi           | 206 | 2   | Jan-Krzysztof Duda | Szergej Karjakin         | Magnus Carlsen                                   | Vlagyimir Fedoszejev                             |
| 2023 | július 30. – aug. 24. | Azerbajdzsán, Baku            | 206 | 3   | Magnus Carlsen     | Ramesbabu Pradzsnyánandá | Fabiano Caruana                                  | Nicat Abasov                                     |

### Női verseny
| Év   | Dátum                 | Rendező             | Rv. | Tj. | Győztes                 | 2. helyezett            | 3. helyezett  | 4. helyezett  |
| ---- | --------------------- | ------------------- | --- | --- | ----------------------- | ----------------------- | ------------- | ------------- |
| 2021 | július 12. – aug. 3.  | Oroszország, Szocsi | 103 | 3   | Alekszandra Kosztyenyuk | Alekszandra Gorjacskina | Tan Csung-ji  | Anna Muzicsuk |
| 2023 | július 30. – aug. 21. | Azerbajdzsán, Baku  | 103 | 3   | Alekszandra Gorjacskina | Nurgjul Szalimova       | Anna Muzicsuk | Tan Csung-ji  |
| 2025 | július 5–29.          | Grúzia, Batumi      |     |     |                         |                         |               |               |